# Smilodectes
Smilodectes és un gènere extint de primats de la família dels notàrctids que visqueren a Nord-amèrica durant l'Eocè. Se n'han trobat restes fòssils als Estats Units (Colorado, Utah i Wyoming). Eren adapiformes menuts (1,8-3,6 kg) i arborícoles. L'extensió de l'os isqui en l'eix distal i el dorsal fa pensar que podien saltar tant des de suports horitzontals com des de suports verticals. Tenien les òrbites oculars petites. El seu quocient d'encefalització era més baix que en la majoria dels primats d'avui en dia. El nom genèric Smilodectes significa ‘mossegador [de] ganivet’.